# 不育刺鰍
不育刺鰍為輻鰭魚綱合鰓目刺鰍亞目刺鰍科刺鰍屬的其中一種，分布於非洲坦干伊喀湖流域，體長可達45公分，棲息在底層水域，屬肉食性。